# All the Lovers
„All the Lovers” este un cântec al interpretei australiene Kylie Minogue pentru cel de-al unsprezecelea ei album de studio, Aphrodite (2010). Una dintre ultimele piese înregistrate pentru album, „All the Lovers” a fost compus de Jim Eliot și Mima Stilwell și produs de Stilwell. Stuart Price, producătorul executiv al albumului Aprodhite, a fost responsabil de producția suplimentară și mixaj. Minogue a considerat că piesa rezumă perfect „euforia” albumului, alegând astfel să fie primul disc single extras de pe album. „All the Lovers” este un cântec midtempo disco cu influențe electropop care a fost lansat global prin Parlophone ca CD Single și spre descărcare digitală la 11 iunie 2010. Versurile piesei reprezintă o invitație spre ringul de dans și o afirmație că relațiile anterioare ale lui Minogue „nu se compară” cu cea pe care o împarte cu iubitul ei prezent.
După lansarea sa, „All the Lovers” a obținut laude din partea criticilor de specialitate, aceștia comentând refrenul și producția cântecului. Mulți dintre critici au găsit similarități cu single-ul din 2004, „I Believe in You”. În comparație cu celelalte prime single-uri extrase de pe albumele anterioare ale lui Minogue, „All the Lovers” nu a reușit să se claseze în top 10 în clasamentul Australian Singles Chart. Cu toate acestea, piesa a obținut un succes comercial în Europa, devenind un șlagăr de top 10 în numeroase țări, inclusiv Austria, Belgia, Franța, Italia, Spania, Elveția și Regatul Unit. „All the Lovers” s-a clasat pe locul trei în clasamentul UK Singles Chart și a ocupat prima poziție a topului Billboard Hot Dance Club Songs din Statele Unite. Cântecul a primit o certificare cu disc de aur în Australia, Italia și Regatul Unit.
Un videoclip muzical pentru piesă a fost filmat în Downtown Los Angeles, sub regizarea lui Joseph Kahn, prezentând-o pe Minogue cântând cântecul din vârful unei piramide din cupluri îmbrăcate în lenjerie de corp. Recepția critică față de videoclip a fost favorabilă, mulți critici bucurându-se de conceptul și ilustrarea cântecului. Videoclipul a fost interzis în numeroase țări din Asia datorită naturii sale sexuale. Pentru a promova piesa, Minogue a interpretat „All the Lovers” în numeroase emisiuni de televiziune, precum Germany's Next Topmodel și Alan Carr: Chatty Man. Cântecul a fost inclus în lista turneelor Aphrodite: Les Folies, Kiss Me Once, Kylie Summer 2015, precum și Kylie Christmas. O versiune orchestrală a piesei a fost inclusă pe albumul de compilații a lui Minogue, The Abbey Road Seesions.

## Informații generale
„Single-ul a fost una dintre ultimele piese compuse pentru album. În timp ce îl înregistram, am știut că «All the Lovers» trebuie să fie primul single; el însumează perfect euforia albumului. Mi se făcea pielea de găină [când îl ascultam], așa că sunt foarte entuziasmată să aud tot ceea ce crede lumea [despre piesă]” 
În urma recuperării de la cancerul la sân, Minogue și-a lansat cel de-al zecelea album de studio, X, în 2007. Fiind lansat ca o revenire a lui Minogue, X a primit o certificare cu disc de platină în țara ei de proveniență, Australia , debutând totodată în fruntea clasamentului Australian Albums. În Regatul Unit, albumul s-a clasat pe locul patru în UK Albums Chart și a primit, în cele din urmă, o certificare cu disc de platină. X a primit, în general, recenezii favorabile din partea criticilor de specialitate, unii dintre ei observând că meditația și reculegerea sunt absente din partea lui Mingoue. Ulterior, criticii au susținut că albumul nu a servit ca o revenire demnă pentru Mingoue.
Mai târziu, cântăreața a început să lucreze la cel de-al unsprezecelea ei album de studio, Aphrodite. Producătorul de muzică electronică câștigător a unui premiu Grammy, Stuart Price, a fost listat ca unul dintre producătorii executivi ai albumului. „All the Lovers” a fost unul dintre ultimele cântece compuse pentru Aphrodite și „doar a venit” în ultimele trei săptămâni de ședințe de înregistrare. Piesa a fost compusă de Jim Eliot și Mima Stilwell, cunoscuți ca grupul britanic de muzică electropop, Kish Mauve. Duo-ul a mai colaborat anterior cu solista la piesa „2 Hearts”, primul disc single extras de pe albumul X. Eliot a produs cântecul iar Price s-a ocupat de producția suplimentară și mixarea. Minogue a înregistrat, de asemenea, o versiune în limba spaniolă a piesei, intitulată „Los Amores”.
„All the Lovers” a avut premiera la stațiile radio din Regatul Unit la 14 mai 2010. La 11 iunie 2010, piesa a fost lansată în toată lumea ca primul disc single extras de pe Aphrodite în format CD Single. Cântecul a fost pus la dispoziție, de asemenea, spre descărcare digitală pe iTunes Store în aceeași zi. În Regatul Unit, „All the Lovers” a fost inițial lansat digital la 13 iunie, lansările fizice ale cântecului fiind aduse pe 28 iunie 2010. „Los Amores” și „Go Hard or Go Home” au fost incluse ca fețe B ale piesei.

## Structura muzicală și versurile
Din punct de vedere muzical, „All the Lovers” este un cântec disco cu influențe electropop. Vocea șoptită a solistei și producția electronică fac piesa similară cu „I Believe in You”, un single de pe albumul greatest hits al cântăreței, Ultimate Kylie (2004). De-a lungul versurilor, Mingoue își invită iubitul să danseze cu ea, piesa începând cu versul „Dance, it's all I wanna do, so won't you dance? I'm standing here with you, why won't you move?” (ro.: „Dansează, e tot ceea ce vreau, de ce nu dansezi? Eu stau aici cu tine, de ce nu te miști?”) cântat încet. În timpul refrenului acompaniat de sintetizatoare, Mingoue mărturisește că relațiile anterioare „nu se compară” cu cea prezentă, cântând „All the lovers that have gone before, they don't compare to you/ Don't be frightened, just give me a little bit more/ They don't compare, all the lovers” (ro.: „Toți îndrăgostiții care au fost înainte, nu se compară cu tine/ Nu te teme, doar dă-mi puțin mai mult/ Nu se compară, toți îndrăgostiții”). Site-ul de muzică Popjustice a opinat că piesa „nu este despre a te relaxa în timp ce dansezi este despre a te relaxa într-o relație”. Fraser McAlpine de la BBC Chart Blog a considerat că refrenul „nostalgic și trist face ca versurile să se transforme dintr-o rugăminte simplă pentru a dansa în ceea ce pare a fi o cerință ca toată lumea să se alăture lui Kylie pentru un ultim dans înainte ca lucrurile să se strice pentru totdeauna”. Cântecul conține un vers intermediar în care Mingoue își roagă iubitul, din nou, să danseze cu ea, apoi o secvență electronică are loc. Potrivit unei partituri publicate pe Musicnotes.com de Sony/ATV Music Publishing, „All the Lovers” este compus în tonalitatea Do major și are un midtempo de 142 de bătăi pe minut. Vocea cântăreței variază de la Sol3 la La4.

## Receptare

### Critică

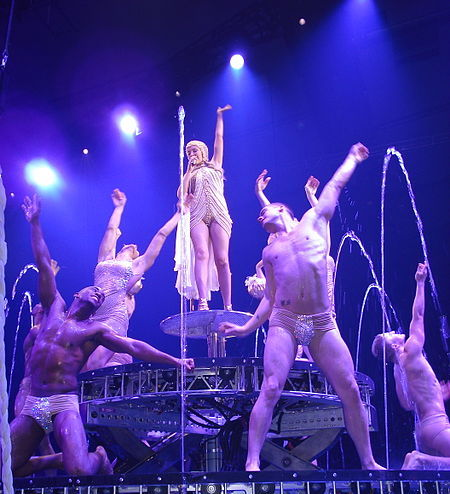
Minogue și dansatorii ei, interpretând „All the Lovers” în timpul turneului Aphrodite: Les Folies Tour în 2011.

„All the Lovers” a fost lăudat atât de critici cât și de fani. Fraser McAlpine de la BBC Chart Blog i-a oferit cântecului cinci din cinci stele, complimentând refrenul și numindu-l „un sentiment de dans/plâns/iubire [...] aplicat tuturor, într-un gest universal de afecțiune și regret”. Critcul a mai lăudat influențele electropop și vocea lui Minogue. Nick Levine de la Digital Spy a recompensat, de asemenea, „All the Lovers” cu un scor perfect de cinci stele, numindu-l „un cântec electro-disco midtempo strălucitor cu un refren minunat”. Acesta a considerat piesa similară cu „I Believe in You”. Adam Markovitz de la Entertainment Weekly a opinat că „All the Lovers” nu a fost „o piesă dance plină de producție chibzuită”, însă a prezis că va dobândi succes în „sălile de fitness, cluburile gay și magazinele de îmbrăcăminte”. Robbie Daw de la Idolator a spus că producția a respectat rădăcinile cântăreței, etichetând cântecul „100% pur Kylie” și considerându-l comparabil cu „I Believe in You”. Gavin Martin de la Daily Mirror i-a oferit piesei un scor de patru din cinci, complimentând producția și mixajul, spunând că acestea „asigură și consolidează statutul de regină pop al lui Kylie”. Martin s-a bucurat, de asemenea, de vocea „generoasă și senzuală” a cântăreței. Chris Ryan de la MTV Buzzworthy a numit „All the Lovers” „clasic Kylie”, lăudând producția subitlă și refrenul „fermecător și uluitor”. Editor la MuuMuse, Bradley Stern a apreciat vocea șoptită a lui Minogue, considerând totodată că instrumentația și vocea solistei amintesc de „I Believe in You”. Stern i-a oferit cântecului cinci din cinci stele, concluzionând că „[«All the Lovers» este] o piesă disco tristă, este tot ce-ai fi așteptat”. Recenzia de pe Popjustice a fost de asemenea, una pozitivă; aceștia au subliniat că va mulțumi fanii cântăreței și va deveni „sunetele pașilor de pe ringul de dans, de acum, până la sfârștiul timpului” datorită stilului său matur.
În urma lansării albumului Aphrodite, critcii au considerat „All the Lovers” o piesă ce iese în evidență. Tim Sendra de la AllMusic a numit cântecul „extrem de captivant”, lăudând sintetizatoarele și instrumentația. Ian Wade de la BBC Music a considerat „All the Lovers” un efort mult mai mare decât X, spunând că „[piesa] emite tot ce X nu a făcut”. Neil McCormick de la Daily Telegraph a complimentat refrenul, adăugând că „odată ce «All the Lovers» îți intră în cap, e imposibil să ți-l mai scoți”. Helen Clarke de la MusicOM a comparat cântecul cu lucrările duo-ul britanic de muzică electronică Goldfrapp, numindu-l „clasic Kylie”, totodată considerând plasarea ca piesă de deschidere a albumului „neobișnuită”. Christel Loar de la PopMatters a opinat că sintetizatoarele utilizate sunt asemănătoare cu cele din piesele duo-ului britanic de synthpop,
Erasure, considerând că „All the Lovers” este un cântec perfect pentru a dansa. Într-o recenzie mixtă pentru albumul Aphrodite, Sal Cinquemani de la Slant Magazine a numit „All the Lovers” una dintre cele mai bune piese de pe album.

### Comercială
Din punct de vedere comercial, „All the Lovers” a avut un succes slab în țara de proveniență a lui Kylie, Australia, în comparație cu primele single-uri extrase de pe albumele anterioare. Piesa a debutat în clasamentul ARIA Singles Chart pe locul 14, poziția maximă fiind locul 13, nereușind astfel să ajungă în top 10. În total, „All the Lovers” a fost prezent în clasament timp de nouă săptămâni, primind o certificare cu disc de aur de către Australian Recording Industry Association (ARIA) în 2012 pentru expedierea a 35,000 de exemplare.
În Regatul Unit, „All the Lovers” a debutat pe locul patru în UK Singles Chart. Două săptămâni mai târziu, piesa a ocupat poziția maximă, locul trei. Cântecul a petrecut un total de 19 săptămâni în top 100. În august 2010, „All the Lovers” a primit o certificare cu disc de platină de către British Phonographic Industry (BPI) pentru vânzarea a peste 200,000 de unități în Regatul Unit. Până în martie 2014, au fost vândute 370,000 de exemplare (potrivit Official Charts Company). BPI a actualizat certificiarea către disc de aur în februarie 2017, datorită celor 400,000 de copii vândute.
„All the Lovers” a obținut un succes semnificativ de-a lungul Europei. În Austria, cântecul a devenit primul single de la „I Believe in You” care să claseze în top 10 în Ö3 Austria Top 40 datorită debutului pe locul 10. Mai târziu, piesa a ocupat poziția maximă, locul cinci, rămânând prezent în clasament timp de 20 de săptămâni consecutive. Cântecul a debutat pe locul 31 în clasamentul Ultratop al regiunii Wallonia din Belgia, două săptămâni mai târziu clasându-se pe locul opt, poziția maximă. „All the Lovers” a debutat pe locul trei în clasamentul SNEP din Franța, cea mai bună poziție a unui cântec de-al solistei în țara respectivă. Piesa a petrecut un total de 29 săptămâni în top. În Germania, single-ul s-a clasat pe locul 10 în clasamentul Media Control Charts pentru două săptămâni, totodată obținând cea mai lungă perioadă de prezență în top a unui single-solo în țara respectivă, petrecând 25 de săptămâni. În Hungarian Airplay Chart, „All the Lovers” s-a clasat pe locul doi, egalând astfel „In Your Eyes” ca single al cântăreței cu cea mai bună poziție în clasament. Piesa a debutat pe locul șase în Irlanda, poziția sa maximă.
În Italia, „All the Lovers” a debutat în top 20 al clasamentului FIMI Singles Chart pe locul șase. Cântecul a primit o certificare cu disc de aur de către Federazione Industria Musicale Italiana (FIMI) pentru vânzarea a peste 15,000 de exemplare. Piesa a debutat pe locul 30 în clasamentul Slovak Airplay Chart, urcând către locul patru săptămâna următoare. În topul PROMUSICAE din Spania, „All the Lovers” s-a clasat pe locul șase, petrecând un total de 22 de săptămâni în clasament. Similar în Elveția, piesa a ocupat locul șase în Swiss Hitparade, petrecând șapte săptămâni neconsecutive în top 10 și 21 de săptămâni în top 75.
În Canada, „All the Lovers”, a ajuns doar pe locul 72 în clasamentul Billboard Canadian Hot 100. Piesa a devenit un hit de club în Statele Unite. În cea de-a opta săptămână în Billboard Hot Dance Club Songs, cântecul s-a clasat în fruntea topului, înlocuind-o pe cântăreața americană Kesha cu „Your Love Is My Drug”. „All the Lovers” a fost al treilea cel mai redat cântec în cluburile americane în 2010.

## Videoclipul

### Informații generale

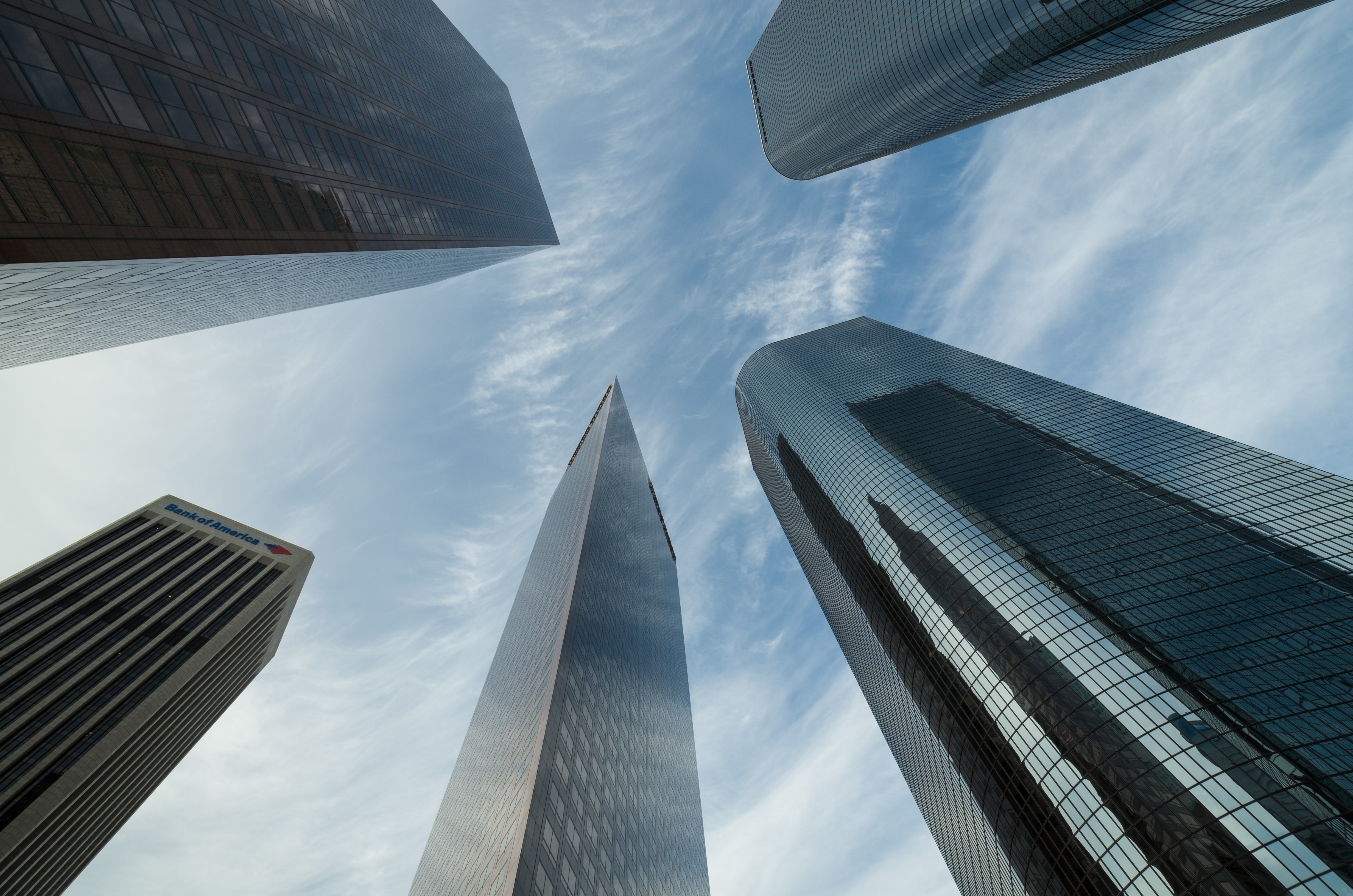
Filmarea videoclipului a avut loc în mijlocul zgârie-norilor din Downtown Los Angeles.

Videoclipul pentru „All the Lovers” a fost regizat de Joseph Kahn, cunoscut pentru colaborările lui anterioare cu interpreta americană Britney Spears pentru videoclipurile „Toxic” și „Womanizer”. Videoclipul lui Minogue a fost filmat în mai 2010 în Downtown Los Angeles, cartierul central de afaceri din Los Angeles, California. Dorind să aducă un „omagiu” către publicul gay larg, cântăreața și-a dorit ca videoclipul să exprime „ce sunt eu și ce iubesc”, cupluri de același sex fiind prezente în videoclip, sărutându-se. Revista de artă și cultură BlackBook a dezvăluit că videoclipul ce prezintă un grup mare de bărbați și femei îmbrăcați în lenjerie de corp este o întruchipare a instalațiilor lui Spencer Tunick, un fotograf american cunoscut pentru organizarea de ședințe foto nud pe scară largă. Inițial, au fost două idei pentru povestea videoclipului, una fiind „mai delicată” și alta mai „aspră”, într-un final ultima opțiune fiind aleasă. Atunci când Kahn și-a prezentat videoclipul casei de discuri Parlophone, o persoană angajată a refuzat lansarea acestuia și a cerut un alt videoclip. Cu toate acestea, la intervențiile cântăreței, videoclipul a fost lansat. Un fragment al videoclipului a fost lansat la 25 mai 2010, versiunea completă având premiera cinci zile mai târziu. În 2011, Kahn a discutat despre activitatea cu Mingoue, dezvăluind că aceasta l-a numit „un artist de vis cu care să lucrezi” și „un fotograf vesel”, acesta lăudându-i abilitatea cântăreței de a „înțelege” regizorii. El a mai adăugat că „[Videoclipul pentru «All the Lovers»] este unul din videoclipurile mele preferate de anul trecut și unul din preferatele mele într-adevăr. Mesajul pe care Kylie și-a dorit să îl prezinte cu acest videoclip este important, iar eu am fost norocos că am lucrat cu ea la acesta”.

## Distincții și recunoașteri
La cea de-a 24-a ediție a premiilor ARIA Music Awards în 2010, Minogue a fost nominalizată la categoria „Cea mai bună artistă”, însă a pierdut în fața lui Megan Washington. La cea de-a 31-a ediție a premiilor Brit, în 2011, solista a fost nominalizată la categoria „Cea mai bună artistă solo internațională”, însă a pierdut în fața cântăreței de origine barbadiană Rihanna. În același an, la cea de-a 26-a ceremonie a premiilor International Dance Music Awards (IDMA), „All the Lovers” a fost nominalizat la categoria „Cea mai bună piesă pop dance” în timp ce Minogue a fost nominalizată la categoria „Cea mai bună artistă solo”. La ediția din 2011 a premiilor Virgin Media, „All the Lovers” a fost votat ca „Cel mai bun single” de către fanii britanici de muzică.
Criticul de la About.com, Bill Lamb, a clasat piesa pe locul 25 în „Top 100 cele mai bune cântece pop din 2010”, spunând că „«All the Lovers» sună ca un apogeu al succesului internațional al lui Kylie Minogue”. PopMatters a plasat cântecul pe locul 43 în „Top 60 cele mai bune piese din 2010”, criticul Jer Fairall opinând că „Festiv și melancolic, «All the Lovers» este retro în cel mai bun mod posibil, fetișismul disco al lui Kylie fiind canalizat spre cel semnificativ scop”. Comparând cântecul cu piesa Donnei Summer din 1978, „Last Dance”, și piesa lui Cher din 1998, „Believe”, criticul a numit „All the Lovers” „un cântec de dragoste rar, care recunoaște atât existența istoria persoanlă cât și cea culturală, precum și înțelegerea euforică a lucrurilor care ne-au adus la cine și unde suntem acum”. Cântecul a primit aproximativ un milion de difuzări pe Last.fm, cel ce-al doilea cel mai redat cântec al lui Minogue pe site de la single-ul din 2001, „Can't Get You Out of My Head”.

## Ordinea pieselor pe disc
| - CD single (Parlophone) 1. "All the Lovers" – 3:22 2. "Go Hard or Go Home" – 3:43 - CD single (Warner Music/WEA International) 1. "All the Lovers" – 3:22 2. "All the Lovers" (WAWA & MMB Anthem remix) – 6:05 3. "All the Lovers" (Michael Woods remix) – 7:55 4. "All the Lovers" (XXXChange remix) – 4:49 5. "All the Lovers" (Videoclip muzical) – 3:35 - 7-inch single 1. "All the Lovers" – 3:22 2. "Los Amores" | - Descărcare digitală (Parlophone) 1. "All the Lovers" – 3:20 - Descărcare digitală (EMI UK) 1. "All the Lovers" – 3:22 2. "All the Lovers" (WAWA & MMB Anthem remix) – 6:05 3. "All the Lovers" (Michael Woods remix) – 7:55 4. "All the Lovers" (XXXChange remix) – 4:49 - CD single promoțional 1. "All the Lovers" – 3:21 2. "All the Lovers" (Instrumental version) – 3:21 |  |

## Acreditări și personal
Acreditări adaptate de pe broșura CD single-ului „All the Lovers”.
- Kylie Minogue – acompaniament vocal, voce principală
- Jim Eliot – textier, producător, pian, claviatură, programare bas și tobe
- Mima Stilwell – textier, acompaniament vocal suplimentar
- Stuart Price – producție suplimentară, mixare
- Dave Emery – asistent mixaj

## Prezența în clasamente
| Țară (clasament)                                            | Poziția maximă | Referință |
| ----------------------------------------------------------- | -------------- | --------- |
| Australia (ARIA)                                            | 13             | [ 16 ]    |
| Austria (Ö3 Austria)                                        | 5              | [ 40 ]    |
| Belgia (Ultratop 50 Flanders)                               | 10             | [ 71 ]    |
| Belgia (Ultratop 50 Wallonia)                               | 8              | [ 41 ]    |
| Brazilia (ABPD)                                             | 30             | [ 72 ]    |
| Canada (Canadian Hot 100)                                   | 72             | [ 51 ]    |
| Cehia (Rádio Top 100)                                       | 18             | [ 73 ]    |
| Coreea de Sud (Gaon)                                        | 49             | [ 74 ]    |
| Danemarca (Tracklist)                                       | 26             | [ 75 ]    |
| Elveția (Swiss Hitparade)                                   | 6              | [ 50 ]    |
| Franța (SNEP)                                               | 3              | [ 42 ]    |
| Germania (Official German Charts)                           | 10             | [ 43 ]    |
| Irlanda (IRMA)                                              | 6              | [ 45 ]    |
| Italia (FIMI)                                               | 6              | [ 46 ]    |
| Japonia (Japan Hot 100)                                     | 11             | [ 76 ]    |
| Țările de Jos (Single Top 100)                              | 61             | [ 77 ]    |
| Regatul Unit (OCC)                                          | 3              | [ 36 ]    |
| România (Romanian Top 100)                                  | 19             | [ 78 ]    |
| Scoția (OCC)                                                | 2              | [ 79 ]    |
| Slovacia (IFPI)                                             | 4              | [ 48 ]    |
| Spania (PROMUSICAE)                                         | 6              | [ 49 ]    |
| Suedia (Sverigetopplistan)                                  | 33             | [ 80 ]    |
| Statele Unite ale Americii (Dance/Mix Show Airplay)         | 15             | [ 81 ]    |
| Statele Unite ale Americii (Dance/Electronic Digital Songs) | 14             | [ 82 ]    |
| Statele Unite ale Americii (Dance Club Songs)               | 1              | [ 52 ]    |
| Ungaria (Rádiós Top 40)                                     | 2              | [ 44 ]    |

| Țară (clasament)                              | Poziția maximă | Referință |
| --------------------------------------------- | -------------- | --------- |
| Australia (ARIA)                              | 28             | [ 83 ]    |
| Austria (Ö3 Austria)                          | 34             | [ 84 ]    |
| Belgia (Ultratop 50 Flanders)                 | 95             | [ 85 ]    |
| Belgia (Ultratop 50 Wallonia)                 | 79             | [ 86 ]    |
| Elveția (Swiss Hitparade)                     | 48             | [ 87 ]    |
| Franța (SNEP)                                 | 37             | [ 88 ]    |
| Germania (Official German Charts)             | 45             | [ 89 ]    |
| Italia (FIMI)                                 | 59             | [ 90 ]    |
| Japonia (Japan Hot 100)                       | 59             | [ 91 ]    |
| Regatul Unit (OCC)                            | 57             | [ 92 ]    |
| România (Romanian Top 100)                    | 83             | [ 93 ]    |
| Spania (PROMUSICAE)                           | 42             | [ 94 ]    |
| Statele Unite ale Americii (Dance Club Songs) | 3              | [ 53 ]    |
| Taiwan (Hito Radio)                           | 72             | [ 95 ]    |
| Ungaria (Rádiós Top 40)                       | 18             | [ 96 ]    |

## Certificări
| \| Țara \| Vânzări/ puncte \| Certificare \| Referințe \| \| ------------------ \| --------------- \| ----------- \| --------- \| \| Australia (ARIA) \| +35,000 \| \| [34] \| \| Italia (FIMI) \| +15,000 \| \| [47] \| \| Regatul Unit (BPI) \| +400,000 \| \| [38] \| | Note - reprezintă „disc de aur”. |             |           |
| Țara | Vânzări/ puncte                  | Certificare | Referințe |
| Australia (ARIA) | +35,000                          |             | [ 34 ]    |
| Italia (FIMI) | +15,000                          |             | [ 47 ]    |
| Regatul Unit (BPI) | +400,000                         |             | [ 38 ]    |